# 天权增三
大熊座73，又名BD+56 1598，HD 108502、SAO 28394、HR 4745，是大熊座的一颗恒星，视星等为5.7，位于銀經129.89，銀緯61.09，其B1900.0坐标为赤經12h 22m 49.7s，赤緯+56° 61.09′ 59″。